# Louis Garrel
Louis Garrel (n. 14 iunie 1983, Paris, Franța) este un actor, regizor și scenarist francez.
Este fiul regizorilor Philippe Garrel și Brigitte Sy, își face debutul în cinema la vârsta de 5 ani în două dintre filmele tatălui său, înainte de a deveni cunoscut publicului larg în filmul Visătorii de Bernardo Bertolucci în 2003. Trei ani mai târziu, câștigă premiul César pentru cel mai promițător actor pentru interpretarea sa în rolul lui François Dervieux din Les Amants Réguliers  — înainte de a câștiga premiul Patrick-Dewaere în 2009 .
A lucrat în calitate de actor sub îndrumarea mai multor regizori francezi și internaționali renumiți, printre care Christophe Honoré, Michel Hazanavicius, Quentin Dupieux, Arnaud Desplechin, Valeria Bruni Tedeschi, Martin Bourboulon, Xavier Dolan, Woody Allen, Greta Gerwig, Maïwenn și Roman Polanski.
Din 2008, în paralel cu activitatea sa de actor, acesta își începe și cariera de regizor, realizând mai întâi scurtmetraje, apoi lungmetraje.; printre acestea din urmă se numără: Cei doi prieteni (2015), Un om fidel (2018), Cruciada copiilor (2021) și Inocentul (2022).
A fost nominalizat de șase ori la Premiile César: de patru ori pentru premiul César pentru cel mai bun actor într-un rol secundar și de două ori pentru premiul César pentru cel mai bun actor în rol principal.
În 2023 a câștigat Premiul César pentru cel mai bun scenariu original, împreună cu Tanguy Viel și Naïla Guiguet, pentru filmul L'Innocent.

## Biografie

### Anii de tinerețe și educația
Louis Garrel provine dintr-o familie de artiști: este fiul regizorului Philippe Garrel și al actriței și regizoarei Brigitte Sy, precum și nepotul actorului Maurice Garrel. Are o soră mai mică, actrița Esther Garrel, și o soră vitregă, Lena Garrel, care este și ea actriță.
Filmând persoanele apropiate și propria familie, Philippe Garrel își angajează fiul foarte devreme în fața camerei de filmat. Tânărul Louis joacă astfel alături de mama și bunicul său în filmele tatălui său și, în special, în Les Baisers de secours (1989), la vârsta de 6 ani.
Admirator al lui Jean-Pierre Léaud, nașul său, adolescentul Louis Garrel urmează cursurile de teatru ale gimnaziului său, precum și cursurile Conservatorului din Arondismentul 10 din Paris. După ce a studiat literatura la Liceul Fénelon din Paris, se îndepărtează de calea clasică și renunță la bacalaureat pentru a-și continua studiile la Conservatorul Național Superior de Artă Dramatică din Paris, pe care îl absolvă în 2004. În același timp, își multiplică experiențele și stagiile de practică, inclusiv pe cel pe care l-a efectuat la Fémis, avându-l pe tatăl său ca îndrumător, apoi obține primul său rol real în cinematografie în 2001, în „Ceci est mon corps” de Rodolphe Marconi, cu Jane Birkin.

### Carieră

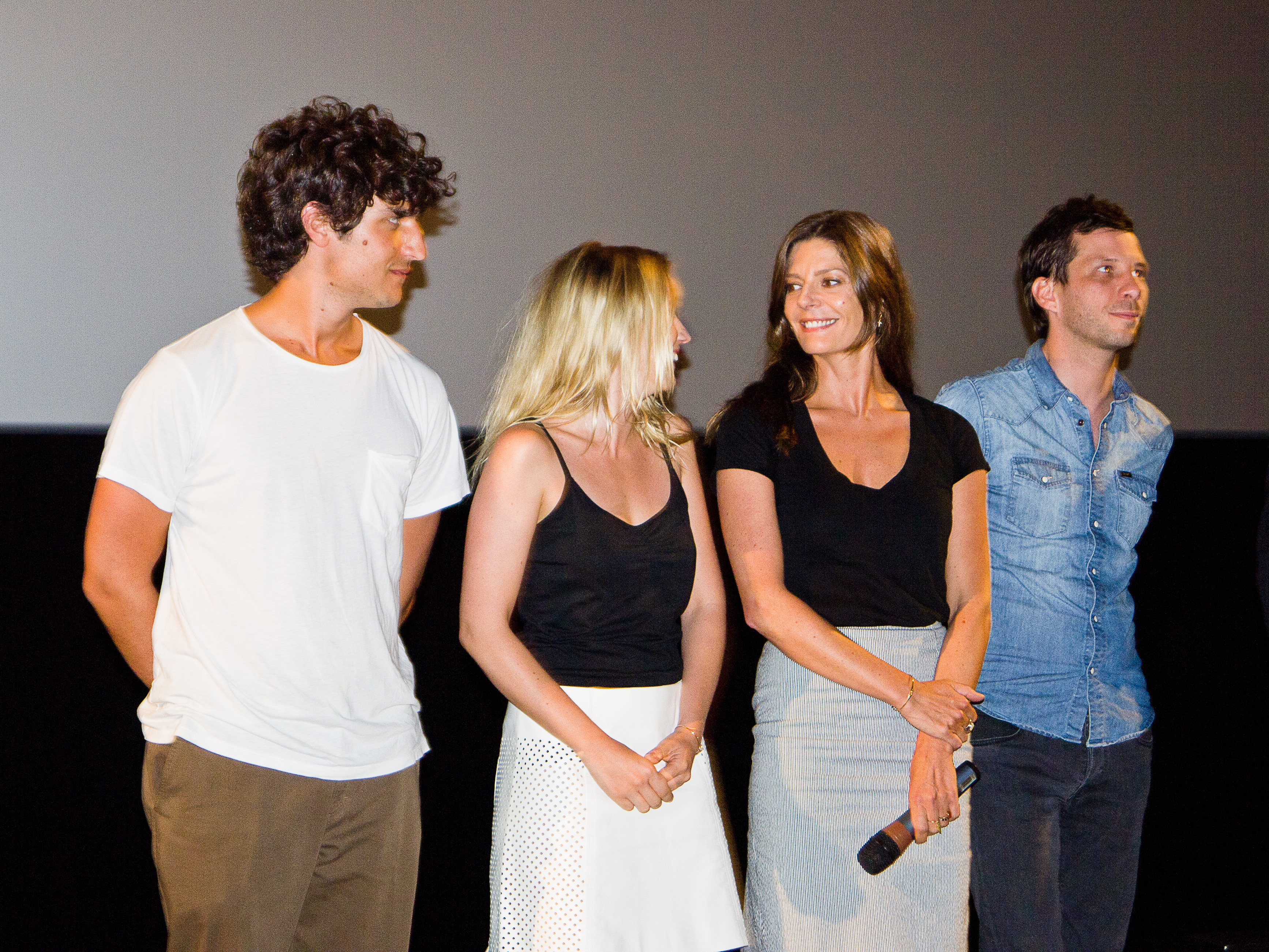
Louis Garrel (stânga) însoțit de Ludivine Sagnier, Chiara Mastroianni și Alex Beaupain la premiera Les Bien-aimés la cinematograful UGC Les Halles în august 2011.

Louis Garrel își continuă cariera în cinematografie, filmându-se în special în două evocări ale evenimentelor din Mai '68. : Visătorii de Bernardo Bertolucci în 2003 cu Eva Green  și Amanții obișnuiți de Philippe Garrel în 2005. Pentru acest ultim film a primit două premii în 2006. Steaua de Aur pentru cea mai bună revelație masculină acordat de Academia Franceză de Presă Cinematografică și premiul César pentru cel mai promițător actor.
Devine actorul preferat al cineastului Christophe Honoré, cu care a colaborat de șase ori în filme de lungmetraj:
- Mama mea (2004), adaptare a romanului omonim de Georges Bataille cu Isabelle Huppert;
- În Paris (2006), alături de Romain Duris;
- Cântece de dragoste (2007), un film în care și-a dezvăluit și talentul vocal [9];
- Frumoasa persoană (2008), o adaptare liberă a romanului La Princesse de Clèves de Madame de La Fayette, în care joacă rolul unui profesor de italiană care se îndrăgostește de una dintre elevele sale;
- Nu, fiica mea, nu vei merge la dans (2009);
- Cei pe care îi iubim (2011).

În 2007 joacă și în filmul Actrițele, al doilea film al cineastei Valeria Bruni Tedeschi.
În 2008, Louis Garrel joacă în Choisir d'aimer — un film de metraj-mediuregizat de Rachid Hami (cunoscut pentru L'Esquive) — și în filmul La Frontière de l'aube de Philippe Garrel, unde joacă rolul unui tânăr fotograf îndrăgostit de o vedetă de cinema.

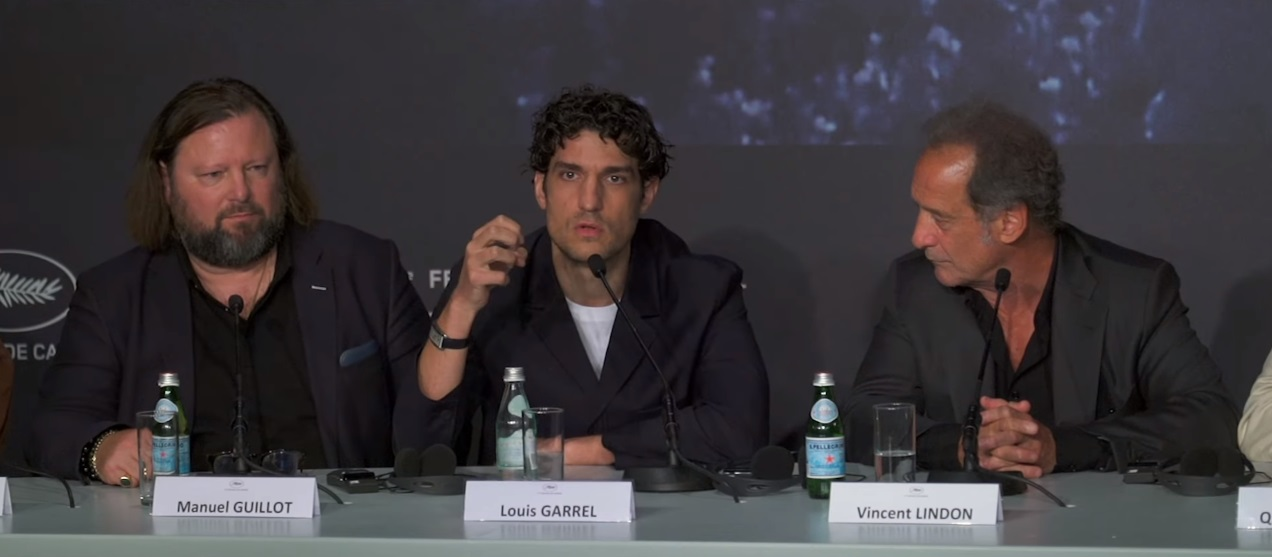
Actorul în timpul unei conferințe la Festivalul de Film de la Cannes din 2024 pentru filmul Actul al doilea, alături de Vincent Lindon și Manuel Guillot.

În același an, își începe activitatea de regizor, realizând primul său scurtmetraj, Mes copains. Doi ani mai târziu, a realizat un al doilea scurtmetraj, Petit Tailleur .
Câștigător al premiului Patrick-Dewaere, actorul are o apariție în Les Amours imaginaires, al doilea film al tânărului regizor Xavier Dolan, lansat în 2010.
În 2011, Louis Garrel regizează un al treilea scurtmetraj, La Règle de trois, cu Vincent Macaigne și Golshifteh Farahani. Filmul a fost prezentat la Festivalul Internațional de Film de la Locarno  și a primit Premiul Jean-Vigo pentru Scurtmetraj în 2012 .
În 2014 joacă rolul lui Jacques de Bascher, iubitul lui Karl Lagerfeld și al lui Yves Saint Laurent, în filmul Saint Laurent, regizat de Bertrand Bonello.
Primul său film de lungmetraj, Les Deux Amis, realizat în colaborare cu Christophe Honoré și avându-i în distribuție pe Golshifteh Farahani, Vincent Macaigne și pe el însuși, a avut premiera în cinematografe în 2015.
În octombrie 2022 face parte din juriul celei de-a 17-a ediție a Festivalului Internațional de Film de la Roma , prezidat de Marjane Satrapi, alături de regizorii Juho Kuosmanen, Pietro Marcello și producătoarea Gabrielle Tana.

### Viața privată
După cinci ani de relație, Louis Garrel se desparte în 2012  de Valeria Bruni Tedeschi, mai în vârstă decât el cu nouăsprezece ani, cu care, în 2009, adoptase o fiică, Oumy, în Senegal . În 2014, a avut o scurtă aventură cu actrița iraniană Golshifteh Farahani. Din 2015, este partenerul actriței și modelului Laetitia Casta ; cei doi s-au căsătorit în Corsica în 2017 , înainte de a avea un băiat în 2021.

## Filmografie

### Actor

#### Filme de lung metraj

##### Anii 1980
- 1988: Ministerele artei de Philippe Garrel el însuși
- 1989: Săruturi de urgență de Philippe Garrel Lo

- 2001: Acesta este corpul meu de Rodolphe Marconi Antoine
- 2002: Războiul de la Paris de Yolande Zauberman
- 2003: Visătorii de Bernardo Bertolucci Teo
- 2004 Mama mea de Christophe Honoré Rock
- 2005 Amanții obișnuiți de Philippe Garrel François Dervieux
- 2006 În Paris de Christophe Honoré Jonathan
- 2007 Actrițele de Valeria Bruni Tedeschi Eric
- 2007 Cântecele de dragoste ale lui Christophe Honoré Ismael Benoliel
- 2008 Frumoasa persoană de Christophe Honoré Jacques Nemours
- 2008 Frontiera zorilor de Philippe Garrel François
- 2009 Nu, fiica mea, nu vei merge să dansezi de Christophe Honoré Simon

- 2010 Căsătoria în trei de Jacques Doillon Teo
- 2010 Iubirile imaginare de Xavier Dolan invitatul la petrecere
- 2011 Cei pe care îi iubim de Christophe Honoré Clement
- 2011 O vară arzătoare de Philippe Garrel Frédéric
- 2012 Scoicile de Sophie Letourneur el însuși
- 2013 Un castel în Italia de Valeria Bruni Tedeschi Nathan
- 2013 Gelozia de Philippe Garrel Ludovic
- 2014 Saint Laurent de Bertrand Bonello Jacques de Bascher
- 2015 : Astragalus de Brigitte Sy Jacky
- 2015 Regele meu de Maïwenn Solal
- 2015 Cei doi prieteni regizat de el însuși Abel
- 2016 Durere de piatră de Nicole Garcia André Sauvage
- 2016 Planetariu de Rebecca Zlotowski Fernand Prouvé
- 2017 : Fantomele lui Ismael de Arnaud Desplechin Ivan Dedalus
- 2017 Redutabilul de Michel Hazanavicius Jean-Luc Godard
- 2018 Un popor și regele său de Pierre Schoeller Robespierre
- 2018 Un om fidel regizat de el însuși Abel
- 2019 Micuțele doamne de Greta Gerwig Friedrich Bhaer
- 2019 J'accuse⁠(d) de Roman Polanski Alfred Dreyfus

##### Anii 2020
- 2020 ADN- ul lui Maïwenn François
- 2020 Festivalul lui Rifkin de Woody Allen Philippe
- 2020 : Povestea soției mele de Ildikó Enyedi Dedin
- 2021 Legionarul meu de Rachel Lang Maxime
- 2021 Cruciada copiilor regizat de el însuși Abel
- 2022 : Umbra lui Caravaggio (L'ombra di Caravaggio) de Michele Placido Umbra
- 2022 Zborul de Pietro Marcello Blugi
- 2022 Inocentul de Louis Garrel Abel
- 2022 Migdalii de Valeria Bruni Tedeschi Patrice Chéreau
- 2022 Comă de Bertrand Bonello Dr. Ballard
- 2023 Cei trei mușchetari<span typeof="mw:DisplaySpace" id="mwAlM">&nbsp;</span>D'Artagnan de Martin Bourboulon Ludovic al XIII-lea
- 2023 Cei trei mușchetari<span typeof="mw:DisplaySpace" id="mwAls">&nbsp;</span>Milady de Martin Bourboulon Ludovic al XIII-lea
- 2023 Marele Car de luptă de Philippe Garrel Ludovic
- 2024 Actul al doilea de Quentin Dupieux David
- 2024 Saint-Ex de Pablo Agüero Antoine de Saint-Exupéry
- 2025 Arcul de Ugo Bienvenu Stewie (voce)
- 2025 : Dog 51 de Cédric Jimenez [18]
- 2026 : Doar o iluzie de Éric Toledano și Olivier Nakache

#### Voce
- 2015: Umbra femeilor de Philippe Garrel naratorul
- 2018: Insula câinilor de Wes Anderson dublaj (versiunea franceză) a vocii lui Spots
- 2018: Funan de Denis Do vocea lui Khuon

#### Scurtmetraje și filme de mediu metraj
- 2006: Ridicare de cortină de François Ozon Bruno
- 2007: A alege să iubești de Rachid Hami Pascal
- 2010: Diarchia de Ferdinando Cito Filomarino Luca
- 2011: Regula lui trei de el însuși Ludovic

#### Televiziune
- 2017: Confidențele false de Luc Bondy și Marie-Louise Bischofberger, bazat pe piesa de teatru a lui Marivaux Dorante
- 2019: Biroul Legendelor, sezonul 5 [19] Milles sabords

### Regizor

#### Filme de scurt metraj
- 2008: Prietenii mei
- 2010: Micul Croitor
- 2011: Regula celor trei

#### Filme de lung metraj
- 2015: Cei doi prieteni
- 2018: Un om fidel
- 2021: Cruciada copiilor
- 2022: Inocentul

## Muzică
În 2018, Louis Garrel cântă L'Aérogramme de Los Angeles, în duet cu Woodkid, pentru albumul Génération(s) éperdue(s), o reinterpretare a piesei lui Yves Simon .

## Teatru
- 2004: Valurile după Virginia Woolf, regia: Guillaume Vincent
- 2005: Violul lui Botho Strauss după Titus Andronicus de William Shakespeare, regia Luc Bondy, Odéon-Théâtre de l'Europe
- 2005: Trilogia Belgradului de Biljana Srbljanović, regia: Christian Benedetti, Théâtre-Studio Alfortville
- 2006: Baal de Bertolt Brecht, regia Sylvain Creuzevault, Odéon-Théâtre de l'Europe, Ateliers Berthier
- 2012: Întoarcerea de Harold Pinter, regia: Luc Bondy, Teatrul Odéon, turneu
- 2014: Confidențele false de Marivaux, regia: Luc Bondy, Teatrul Odéon, jucat și la Moscova în cadrul Festivalului internațional de teatru „Cehov”, în 2015.

## Distincții

### Premii
- Stelele de Aur ale Cinematografiei Franceze 2006 : cel mai promițător actor pentru Regular Lovers
- Cezar 2006 Cel mai bun debutant masculin pentru Amanții obișnuiți
- Premiul Patrick Dewaere 2009
- Premiul Jean-Vigo 2012 pentru scurtmetrajul Regula celor trei
- Câștigător al premiului Fundației Gan pentru Cinema 2013 pentru Les Deux Amis [21]
- Festivalul Internațional de Film de la San Sebastian 2018 Premiul juriului pentru cel mai bun scenariu (cu Jean-Claude Carrière) pentru Un om fidel [22]
- Cezar 2023 Cel mai bun scenariu original pentru Inocentul

### Nominalizări
- Cezar 2011: cel mai bun scurtmetraj pentru Petit Tailleur
- Cezar 2015: Cel mai bun actor în rol secundar pentru Saint Laurent
- Cezar 2016: Cel mai bun actor în rol secundar pentru „Regele meu”
- Cezar 2018: Cel mai bun actor pentru The Redoutable
- Cezar 2020: Cel mai bun actor în rol secundar pentru J'accuse
- Cezar 2021: Cel mai bun actor în rol secundar pentru ADN
- Cezar 2023: Cel mai bun regizor, cel mai bun actor pentru Inocentul